# Barsham (Suffolk)
Pour les articles homonymes, voir Barsham.
Barsham est un village de 218 habitants (2001) du district du East Suffolk, dans le comté du Suffolk, en Angleterre. Il est situé légèrement à l'ouest de Beccles et à la limite de « The Broads ».
La « Barsham Holy Trinity » est le monument du village. C'est l'une des trente-huit églises à tour ronde du Suffolk.
Catherine Suckling, mère de Horatio Nelson, est née à Barsham.